# باليسترو (بافيا)
باليسترو (بالإيطالية: Palestro)‏ هي بلدة تقع في مقاطعة بافيا بإقليم لومبارديا في شمال إيطاليا. تبلغ مساحة هذه المدينة 18 (كم²)، وترتفع عن سطح البحر م، بلغ عدد سكانها 2022 نسمة في عام 2010 حسب إحصاء المعهد الوطني للإحصاء.

## السكان
في سنة 1861 بلغ عدد السكان 2٬592 نسمة، وتطور العدد ليصل في سنة 2011 لـ 1٬885 نسمة.
يظهر هذا المخطط البياني تطور النمو السكاني لـ باليسترو (بافيا)

## توأمة
لباليسترو (بافيا) اتفاقيات توأمة مع:
- مونتيبيلو ديلا باتاغليا

## وصلات خارجية
- الموقع الرسمي